# Iphigénie en Tauride (Euripide)
Pour les articles homonymes, voir Iphigénie en Tauride.

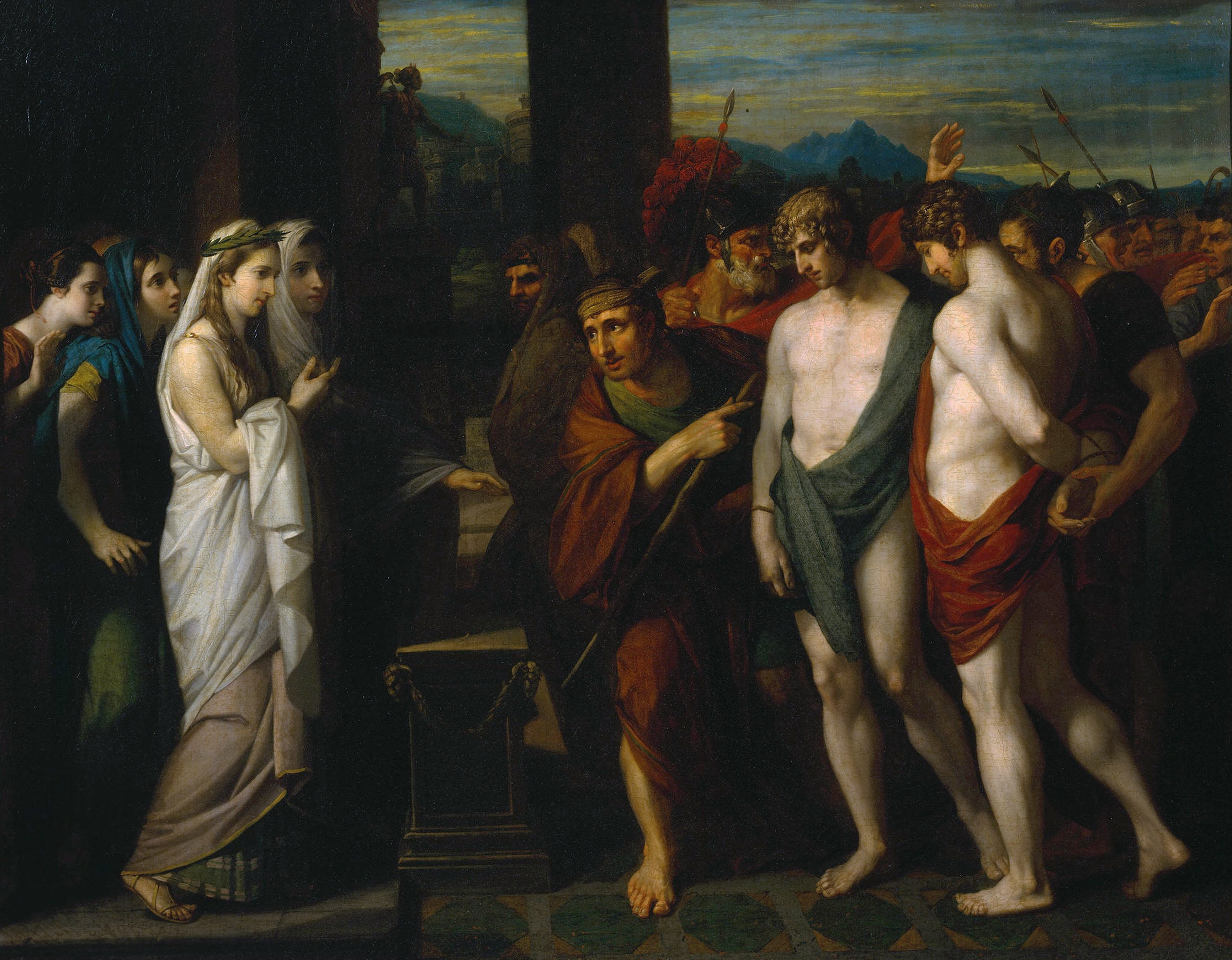
Pylade et Oreste amenés comme victimes devant Iphigénie, tableau de Benjamin West, 1766 (Tate Britain).

Iphigénie en Tauride (en grec ancien Ἰφιγένεια ἐν Ταύροις / Iphigéneia en Taúrois) est une tragédie grecque d'Euripide composée entre 414 et 412 av. J.-C.
Remplacée par une biche au moment de son sacrifice à Aulis, Iphigénie est déposée par Artémis en Tauride (actuelle Crimée). Là, elle devient prêtresse de la déesse et sujette du roi Thoas. Selon les rites barbares du pays, il lui incombe de donner la mort à tout étranger qui s'aventure en Tauride.
Accompagné de son fidèle compagnon Pylade, Oreste, frère d'Iphigénie, aborde en Tauride. Après consultation de l'oracle d'Apollon de Delphes, il est venu dérober la statue sacrée d'Artémis. L'oracle lui a en effet prédit que ses tourments — causés par le meurtre de sa mère Clytemnestre — prendraient fin en ramenant la statue à Athènes. 
Au cours de leur entreprise, Oreste et Pylade sont faits prisonniers. Iphigénie s'apprête à ordonner le sacrifice des deux Grecs quand elle reconnaît en l'un d'eux son frère. Trompant la surveillance de Thoas, elle s'enfuit avec eux.

## Argument
Iphigénie se présente dans le prologue : sacrifiée à Aulis, elle est devenue prêtresse sanglante d'Artémis en Tauride ; elle relate la vision nocturne qu'elle vient d'avoir, celle d'Argos en proie à un tremblement de terre dont ne subsiste qu'une colonne du palais : de ce rêve elle déduit immédiatement que son frère est perdu. 
Oreste arrive en secret, accompagné de Pylade ; ils cherchent un stratagème pour pénétrer dans le temple et voler la statue d'Artémis, suivant le commandement d'Apollon.
Croyant Oreste mort, Iphigénie s'apprête à lui rendre les honneurs funéraires et se lamente avec le chœur de suivantes grecques. 
Un bouvier vient annoncer à la prêtresse que deux étrangers ont été capturés sur le rivage à la suite d'un combat, alors que l'un d'eux était pris de démence. À la suite de cette nouvelle Iphigénie, qui n'a jamais pu se venger des Grecs et croit maintenant son frère mort, annonce qu'elle n'aura aucune pitié. Elle s'enquiert du sort des Achéens auprès des prisonniers, et lorsqu'elle apprend qu'ils sont aussi d'Argos, elle décide de transmettre à l'un d'eux une lettre pour son frère - rôle qu'Oreste confie à Pylade dont il ne saurait supporter la mort. Laissés un instant seuls, les deux compagnons débattent sur l'identité de cette prêtresse. Mais lorsque, après échange de serments avec Pylade, Iphigénie énonce la lettre, a enfin lieu la reconnaissance entre le frère et la sœur. Oreste lui raconte le meurtre à Argos, le jugement à Athènes et enfin l'oracle à Delphes qui a provoqué son arrivée. Ils élaborent le stratagème qui leur permettra de quitter cette terre ensemble.
Iphigénie, emportant la statue d'Artémis hors du temple, explique au roi Thoas la nécessité d'aller la purifier dans la mer ; le chœur chante la prise de l'oracle delphique par Apollon et la rivalité de la Terre qui envoya les songes prémonitoires.
Un messager, d'abord mis en déroute par le chœur, finit par trouver Thoas et lui annonce qu'Iphigénie est en train de s'enfuir avec les étrangers. Le roi ordonne qu'on les poursuive, mais est immédiatement arrêté par la voix d'Athéna qui annonce l'installation d'Artémis Tauropole en Attique.

## Adaptations
Plusieurs œuvres s'inspirent de l'œuvre d'Euripide.

### Théâtre
- Iphigenia, de Samuel Coster (en) (1617)
- Iphigénie, tragédie en cinq actes en alexandrins, de Jean Racine (1674)
- Iphigénie en Tauride, tragédie en prose de Johann Wolfgang von Goethe (1786)

### Cinéma
- Mise à mort du cerf sacré de Yórgos Lánthimos, qui transpose l'action à Cincinnati à l'époque contemporaine (2017)

### Opéra et musique
- Iphigénie en Aulide, musique de Christoph Willibald Gluck, livret de François-Louis Gand Le Bland Du Roullet (1774). Richard Wagner en fait une adaptation en allemand, avec une fin différente[1].
- Iphigénie en Tauride, tragédie en musique en cinq actes et un prologue, musique de Henry Desmarest et André Campra, livret de Joseph-François Duché de Vancy.
- Iphigenia in Brooklyn, cantate parodique de P. D. Q. Bach
- Iphigenia, musique de Wayne Shorter, livret d'Esperanza Spalding (2021)[1]